# 東京農業大学北海道オホーツク硬式野球部
東京農業大学北海道オホーツク硬式野球部（とうきょうのうぎょうだいがくほっかいどうオホーツクこうしきやきゅうぶ）は、北海道学生野球連盟に所属する大学野球チーム。東京農業大学生物産業学部の学生によって構成されている。東京農業大学硬式野球部とは別チーム。「東農大北海道オホーツク」「東農大北海道」「東農大オホーツク」「東農大網走」と表記されることもある。創部から2011年秋季リーグまでは「東京農業大学生物産業学部硬式野球部（略称：東農大生産学部）」としていたが2012年の春季リーグより現名称に変更された。ユニフォームの背番号の上には「OKHOTSK（オホーツク）」と刺繍されている。

## 歴史
1989年（平成元年）に開学と共に創部、1990年（平成2年）の北海道学生野球連盟（北海道六大学野球）発足より加盟。1991年（平成3年）春季リーグ戦で1部初昇格。
2012年（平成24年）より現在の名称に変更。
2014年（平成26年）の第45回明治神宮野球大会にてベスト4。2019年（令和元年）の第68回全日本大学野球選手権大会にてベスト4となった。
2024年（令和6年）現在、連盟で最多の優勝回数を誇る強豪校である。

## 本拠地
- 農大球場（北海道網走市八坂）
- 網走呼人球場（網走市呼人）
- オホーツクドーム（網走市呼人）

## 記録
- 1部リーグ戦優勝：37回（春季リーグ戦 20回、秋季リーグ戦 17回)
- 2部リーグ戦優勝：1回
- 全日本大学野球選手権：20回出場（ベスト4：1回）
- 明治神宮野球大会：5回出場（ベスト4：1回）

## 北海道学生野球連盟（北海道六大学）リーグ戦成績
- 1991春 - 2部優勝（1部昇格）
- 1991秋 - 4位
- 1992春 - 5位
- 1992秋 - 4位
- 1993春 - 2位
- 1993秋 - 6位（入れ替え戦勝利で残留）
- 1994春 - 2位
- 1994秋 - 優勝（初）
- 1995春 - 優勝（2）
  - 大学選手権 初出場
- 1995秋 - 優勝（3）
- 1996春 - 優勝（4）
- 1996秋 - 2位
- 1997春 - 優勝（5）
  - 大学選手権 ベスト8
- 1997秋 - 3位
- 1998春 - 優勝（6）
- 1998秋 - 優勝（7）
- 1999春 - 優勝（8）
- 1999秋 - 3位
- 2000春 - 優勝（9）
- 2000秋 - 2位
- 2001春 - 優勝（10）
- 2001秋 - 優勝（11）
- 2002春 - 優勝（12）
- 2002秋 - 3位
- 2003春 - 2位
- 2003秋 - 優勝（13）
- 2004春 - 4位
- 2004秋 - 優勝（14）
- 2005春 - 優勝（15）
- 2005秋 - 優勝（16）
- 2006春 - 優勝（17）
- 2006秋 - 優勝（18）
- 2007春 - 2位
- 2007秋 - 2位
- 2008春 - 3位
- 2008秋 - 2位
- 2009春 - 3位
- 2009秋 - 2位
- 2010春 - 2位
- 2010秋 - 優勝（19）
  - 明治神宮大会 初出場
- 2011春 - 優勝（20）
- 2011秋 - 3位
- 2012春 - 2位
- 2012秋 - 優勝（21）
- 2013春 - 優勝（22）
- 2013秋 - 優勝（23）
- 2014春 - 2位タイ
- 2014秋 - 優勝（24）
  - 明治神宮大会 2度目の出場 ベスト4
- 2015春 - 優勝（25）
- 2015秋 - 優勝（26）
- 2016春 - 優勝（27）
- 2016秋 - 2位
- 2017春 - 優勝（28）
- 2017秋 - 2位
- 2018春 - 3位
- 2018秋 - 2位
- 2019春 - 優勝（29）
  - 大学選手権 ベスト4
- 2019秋 - 優勝（30）
- 2020春 - リーグ戦中止
- 2020秋 - 2位
- 2021春 - 優勝（31）
- 2021秋 - 優勝（32）
  - 明治神宮大会 3度目の出場
- 2022春 - 優勝（33）
- 2022秋 - 優勝（34）
  - 明治神宮大会 4度目の出場
- 2023春 - 優勝（35）
- 2023秋 - 優勝（36）
  - 明治神宮大会 5度目の出場
- 2024春 - 優勝（37）
- 2024秋 - 2位
- 2025春 - 優勝（38）

## 全国大会成績

### 全日本大学野球選手権大会（21回出場）
- 1995 44回大会
  - 1回戦 大阪体育大学 ●2 − 4
- 1996 45回大会
  - 1回戦 九州共立大学 ●1 − 6
- 1997 46回大会
  - 1回戦 九州国際大学 ○1 − 0
  - 2回戦 九州共立大学 ○4 − 2
  - 準々決勝 亜細亜大学 ●5 − 6（延長10回）
- 1998 47回大会
  - 1回戦 国際武道大学 ○4 − 3（延長12回）
  - 2回戦 東北福祉大学 ●2 − 10（7回コールド）
- 1999 48回大会
  - 1回戦 福岡大学 ○1 − 0
  - 2回戦 早稲田大学 ●0 − 1
- 2000 49回大会
  - 1回戦 岡山商科大学 ○4 − 3
  - 2回戦 法政大学 ●1 − 8
- 2001 50回大会
  - 1回戦 広島経済大学 ●10 − 11
- 2002 51回大会
  - 1回戦 大阪体育大学 ○7 − 0（7回コールド）
  - 2回戦 創価大学 ●0 − 10
- 2005 54回大会
  - 1回戦 阪南大学 ○2 − 1
  - 2回戦 早稲田大学 ●0 − 4
- 2006 55回大会
  - 1回戦 福岡大学 ●2 − 4
- 2011 60回大会
  - 1回戦 横浜商科大学 ○3 − 2
  - 2回戦 慶應義塾大学 ●2 − 5
- 2013 62回大会
  - 1回戦 道都大学 ○7 − 3
  - 2回戦 天理大学 ●0 − 3
- 2015 64回大会
  - 1回戦 富士大学 ○5 - 3
  - 2回戦 上武大学 ●0 - 9（7回コールド）
- 2016 65回大会
  - 1回戦 東北福祉大学 ●0 - 5
- 2017 66回大会
  - 1回戦 福井工業大学 ●4 - 5×（延長10回タイブレーク）
- 2019 68回大会
  - 1回戦  近畿大学工学部 ○6 − 5（延長10回タイブレーク）
  - 2回戦  大阪体育大学 ○3 − 2
  - 準々決勝  城西国際大学 ○8 − 1（7回コールド）
  - 準決勝  明治大学 ●1 - 5
- 2021 70回大会
  - 2回戦  天理大学 ○7 − 6
  - 準々決勝  上武大学 ●3 − 11（7回コールド）
- 2022 71回大会
  - 1回戦  宮崎産業経営大学 ○4 − 0
  - 2回戦  上武大学 ●3 − 4×
- 2023 72回大会
  - 1回戦  日本体育大学 ●1 − 8
- 2024 73回大会
  - 1回戦  天理大学 ●1 − 8（7回コールド）
- 2025 74回大会
  - 1回戦  佛教大学 ●5 − 8

### 明治神宮野球大会（5回出場）
- 2010 41回大会
  - 1回戦 九州産業大学 ●3 − 4（延長11回）
- 2014 45回大会
  - 1回戦 京都産業大学 ○3 - 0
  - 2回戦 上武大学 ○3 - 2
  - 準決勝 駒澤大学 ●0 - 3
- 2021 52回大会
  - 2回戦 慶應義塾大学 ●0 - 7（7回コールド）
- 2022 53回大会
  - 1回戦 関西大学 ●1 − 4
- 2023 54回大会
  - 1回戦 環太平洋大学 ●1 − 8（8回コールド）

## 主な出身者
球団名横の※は育成契約で入団、球団名の太字は育成契約から支配下登録へ変更、球団名の斜体は支配下登録から育成契約へ変更。
- 栗山聡 - 投手（オリックス→中日→オリックス→松下電器→引退）
- 徳元敏 - 投手（オリックス→楽天→沖縄電力→引退）
- 福川将和 - 捕手（三菱自動車岡崎→ヤクルト→引退）
- 板倉康弘 - 外野手（オリックス→引退）
- 小森孝憲 - 投手（ヤクルト→引退）
- 稲嶺誉 - 内野手（ダイエー・ソフトバンク→引退）
- 高木修二 - 外野手（TDK→引退→競輪選手）
- 小斉祐輔 - 外野手（ソフトバンク※→楽天→引退）
- 飯田優也 - 投手（ソフトバンク※→阪神→オリックス→引退）
- 風張蓮 - 投手（ヤクルト→DeNA→米独立リーグ・ワイルドヘルス・ゲノムス→引退）
- 玉井大翔 - 投手（新日鐵住金かずさマジック→日本ハム）
- 井口和朋 - 投手（日本ハム→オリックス※）
- 樋越優一 - 捕手（ソフトバンク※→引退）
- 周東佑京 - 内野手（ソフトバンク※）
- 岡本直也 - 投手（ソフトバンク※→千葉スカイセイラーズ）
- アドゥワ大 - 投手（バイタルネット→BCリーグ・新潟→引退）
- タイシンガーブランドン大河 - 内野手（埼玉西武→引退）
- 中村亮太 - 投手（ソフトバンク※→ロッテ※）
- 伊藤茉央 - 投手（楽天→中日）